# Консистометр
Консистометр (рос. консистометр, англ. consistometer, нім. Konsistometer n, Konsistenzmesser n) — прилад для визначення умовної реологічної характеристики — консистенції (густоти) різних речовин. Застосовується для всіх неньютонівських тіл у випадках, коли використання віскозиметрів або реометрів неможливе (особливо в умовах високих температур і тиску). Принцип дії К. полягає у вимірюванні сили опору або часу руху твердого тіла у середовищі, яке випробовується (керамічні маси, пасти, полімери, цементні суміші, вуглемасляні ґранули, брикети тощо).